# Нозджец (гмина)
Нозджец (пол. Nozdrzec) — сельская гмина (волость) в Польше, входит как административная единица в Бжозувский повет, Подкарпатское воеводство. Население — 8582 человека (на 2004 год).

## Демография
| Перепись                       | Всего   | Всего | Женщины | Женщины | Мужчины | Мужчины |
| ------------------------------ | ------- | ----- | ------- | ------- | ------- | ------- |
| Единицы                        | человек | %     | человек | %       | человек | %       |
| Население                      | 8582    | 100   | 4342    | 50,6    | 4240    | 49,4    |
| Плотность населения (чел./км²) | 70,6    | 70,6  | 35,7    | 35,7    | 34,9    | 34,9    |

## Сельские округа
1. Хлудно
2. Хута-Порембы
3. Издебки
4. Рудавец
5. Седлиска
6. Уязды
7. Рыта-Гурка
8. Вара
9. Весола
10. Володзь
11. Воля-Володзка

## Соседние гмины
1. Гмина Бирча
2. Гмина Блажова
3. Гмина Бжозув
4. Гмина Домарадз
5. Гмина Дыдня
6. Гмина Дынув